# Francis Bugri
Francis Bugri (* 9. November 1980 in Eschwege) ist ein ehemaliger deutscher Fußballspieler.

## Karriere

### Vereine
Bugri spielte bis zur C-Jugend in Kassel Fußball und wechselte anschließend in die B-Jugend von Borussia Dortmund. Entdeckt wurde er von Marcel Răducanu, der ihn an den BVB empfahl. Mit der Dortmunder A-Jugend wurde er dabei zweimal Deutscher Meister sowie einmal mit der B-Jugend.
Insgesamt brachte er es in den Spielzeiten 1999/00 (3 Einsätze) und 2001/02 (1 Einsatz) beim BVB auf vier Bundesligaeinsätze, sowie jeweils als Einwechselspieler zu einem Einsatz im UEFA-Pokal (Achtelfinal-Rückspiel 1999/2000 gegen Galatasaray Istanbul) und einem Einsatz in der Champions League (Gruppenphase 2001/02 gegen Dynamo Kiew).
Durch seine Einwechslung in der 90. Minute am 13. Spieltag gegen 1860 München war er Teil der Meistermannschaft 2002. Durch seinen Einsatz in der Gruppenphase der Champions League 2001/02, aus welcher der BVB in den UEFA-Pokal abstieg, gehörte er zum Kader, welcher das UEFA-Pokal-Finale 2002 erreichte.
Nach der Meistersaison spielte er noch zwei Jahre lang für Borussia Dortmund II. Anschließend wechselte er mehrfach den Verein und blieb selten länger als eine Saison bei ein und demselben Klub. So spielte er für die Kickers Emden, den VfB Lübeck, KSV Hessen Kassel, Brabrand IF, SpVgg Erkenschwick sowie die Sportfreunde Lotte. Zwischen 2009 und 2011 spielte er für den TuS Eving-Lindenhorst und stieg mit diesem in seiner ersten Saison von der Landesliga in die Westfalenliga auf. Nach drei Spielzeiten wechselte er zum Liga- und Stadtrivalen ASC 09 Dortmund. Nach der Saison 2013/14, die mit dem Aufstieg des ASC in die Oberliga abschloss, beendete Bugri seine Karriere.
Bugri spielt ebenfalls in der Traditionsmannschaft des BVB.

### Nationalmannschaft
Nachdem Bugri in der U15-Nationalmannschaft des DFB zum Einsatz gekommen war, bestritt er im Jahr 1997 acht Länderspiele für die U16-Nationalmannschaft, für die er am 1. April in Pforzheim beim 2:2-Unentschieden gegen die Auswahl der Türkei debütierte. Mit ihr nahm er an der vom 28. April bis 10. Mai 1997 im eigenen Land ausgetragenen Europameisterschaft teil und kam in sechs Turnierspielen zum Einsatz. Mit dem 3:1-Sieg über die Auswahl der Schweiz in Barsinghausen belegte er mit seiner Mannschaften den dritten Platz.
Für die U17-Nationalmannschaft debütierte er am 8. August 1997 in Oberhaching beim 5:1-Sieg über die Auswahl des Oman. Mit der Nationalmannschaft dieser Altersklasse nahm er an der vom 4. bis 21. September 1997 in Ägypten ausgetragenen Weltmeisterschaft teil, bestritt fünf Turnierspiele – u. a. an der Seite der späteren Spitzenprofis Sebastian Deisler, Sebastian Kehl und Roman Weidenfeller – und schied nach der 1:2-Niederlage im Spiel um Platz 3 gegen die U17-Nationalmannschaft Spaniens aus dem Turnier aus. Zum Ende des Turniers wurde er ins All-Star-Team dieser WM gewählt.
Für die U21-Nationalmannschaft wurde er einzig am 28. März 2000 in Varaždin bei der 0:2-Niederlage gegen die U21-Nationalmannschaft Kroatiens eingesetzt, mit Einwechslung für Sebastian Schindzielorz in der 60. Minute.

## Erfolge
Junioren
- Deutscher A-Jugend Meister 1997, 1998 mit Borussia Dortmund
- Deutscher B-Jugend Meister 1996 mit Borussia Dortmund
- Vierter U17-Weltmeisterschaft 1997
- Dritter U16-Europameisterschaft 1997

Profibereich
- Deutscher Meister 2002 mit Borussia Dortmund
- UEFA-Pokal-Finalist 2002 mit Borussia Dortmund
- Westfalenmeister 1998, 2002 mit Borussia Dortmund, Hessenmeister 2006 mit Hessen Kassel

## Sonstiges
Persönliches
Bugri ist der Sohn einer rumänischen Architektin und eines ghanaischen Arztes. Nach der Erlangung seiner Mittleren Reife am Engelsburg-Gymnasium in Kassel veränderte er sich nach Dortmund, wo er sein Abitur am Max-Planck-Gymnasium erfolgreich abgeschlossen hat. Nachdem er im Marketing Berufserfahrung sammelte, arbeitet er jetzt als Spielerberater im Fußball.
Filmisches
Bugri wirkte gemeinsam mit Mohammed Abdulai, Claudio Chavarria, Heiko Hesse und Florian Kringe in einer Fernsehproduktion von Christoph Hübner aus dem Jahr 2010 mit, die unter dem Titel Halbzeit – Vom Traum ins Leben. den Weg hoffnungsvoller Fußballspieler-Talente nachzeichnet, sieben Jahre nach der Dokumentation Die Champions. von zuvor genannten Produzenten, der über drei Jahre lang vier junge Amateure von Borussia Dortmund mit der Kamera begleitete.